# Нова-Андрадина (микрорегион)

Нова-Андрадина на карте.

Нова-Андрадина (порт. Microrregião de Nova Andradina) — микрорегион в Бразилии, входит в штат Мату-Гросу-ду-Сул. Составная часть мезорегиона Восток штата Мату-Гроссу-ду-Сул. Население составляет 88 371	человек (на 2010 год). Площадь — 13 458,184	км². Плотность населения — 6,57	чел./км².

## Демография
Согласно сведениям, собранным в ходе переписи 2010 г. Национальным институтом географии и статистики (IBGE), население микрорегиона составляет:						
| Полное население                             | Полное население                             | Полное население                             | Полное население                             | 88 371 |
| -------------------------------------------- | -------------------------------------------- | -------------------------------------------- | -------------------------------------------- | ------ |
| в том числе:                                 | Городское население                          | 69 132                                       | Процент городского населения, %              | 78,23  |
|                                              | Сельское население                           | 19 239                                       | Процент сельского населения, %               | 21,77  |
|                                              | Мужское население                            | 44 362                                       | Процент мужского населения, %                | 50,20  |
|                                              | Женское население                            | 44 009                                       | Процент женского населения, %                | 49,80  |
| Плотность населения, чел/км²                 | Плотность населения, чел/км²                 | Плотность населения, чел/км²                 | Плотность населения, чел/км²                 | 6,57   |
| Население микрорегиона в % к населению штата | Население микрорегиона в % к населению штата | Население микрорегиона в % к населению штата | Население микрорегиона в % к населению штата | 3,61   |

## Статистика
- Валовой внутренний продукт на 2003 год составляет 796 811 899,00 реалов (данные: Бразильский институт географии и статистики).
- Валовой внутренний продукт на душу населения на 2003 год составляет 10 133,04 реала (данные: Бразильский институт географии и статистики).
- Индекс развития человеческого потенциала на 2000 год составляет 0,753 (данные: Программа развития ООН).

## Состав микрорегиона
В составе микрорегиона включены следующие муниципалитеты:
1. Анауриландия
2. Батагуасу
3. Батайпоран
4. Нова-Андрадина
5. Такуарусу